# Guerra de novias
Guerra de novias (en inglés, Bride Wars) es una comedia romántica de 2009 dirigida por Gary Winick y protagonizada por Kate Hudson y Anne Hathaway. La actriz Candice Bergen fue nominada a un Premio razzie en la categoría de peor actriz secundaria.

## Sinopsis
Emma (Anne Hathaway) y Liv (Kate Hudson), dos amigas incondicionales desde la infancia, han soñado con casarse en junio en el Hotel Plaza de Nueva York. Esa ilusión podrán compartirla, ya que sus bodas se celebrarán el mismo fin de semana. Un error administrativo, sin embargo, nubla tanta felicidad: las bodas han sido reservadas para el mismo día, y una de las dos tendrá que cambiar la fecha. Como ninguna de las dos está dispuesta a renunciar, acabarán enfrentándose en una feroz competición, en la que usarán todos los medios a su alcance.

## Reparto
- Kate Hudson como Olivia "Liv" Lerner.
- Anne Hathaway como Emma Allen.
- Candice Bergen como Marion St. Claire.
- Chris Pratt como Fletcher.
- Bryan Greenberg como Nate Lerner.
- Steve Howey como Daniel.
- Kristen Johnston como Deb.
- Michael Arden como Kevin.
- Casey Wilson como Stacy Kindred.
- June Diane Raphael como Amanda.
- John Pankow como Padre de Emma.
- Paul Scheer como Ricky Coo.

## Producción
Raphael y Wilson fueron las encargadas de completar el guion de Bride Wars, partiendo de un borrador de Greg DePaul, antes de que se declarara la Huelga de guionistas de Hollywood del 2007-2008 . Karen McCullah Lutz y Kirsten Smith también contribuyeron.
La historia, en un principio, se ubica en Nueva York, haciendo necesario que la producción tuviera que rodar algunas de sus tomas exteriores en el recién restaurado Hotel Plaza y su Patio de las Palmeras, así como también en Central Park, Bloomingdale's y la Quinta Avenida. El resto de la acción, sin embargo, se prefirió rodar en Boston, donde se utilizó el Hotel Fairmount Copley Plaza de la ciudad como si fuera su igual de Manhattan.
En relación con el vestuario de la película es importante destacar, sobre todo, la participación de la conocida diseñadora Vera Wang en el momento de confeccionar los vestidos de novia de las protagonistas. Dos vestidos que, además, se elaboraron teniendo en cuenta el carácter completamente diferente de cada personaje.

## Crítica
La mayor parte de los comentarios que recibió no fueron demasiado favorables.
Roger Ebert del Chicago Sun-Times la definió como "poca cosa". Una película donde "los personajes no tienen ni profundidad ni personalidad", donde no hay "peculiaridades ni complicaciones y, de hecho, ni conversación. Por tanto, una historia donde los giros del argumento son obvios". Otros críticos fueron aún más claros. Jorge Rubio de Blogdecine la consideró una película "llena de clichés, diálogos inocuos e interpretaciones que llegaban a ser absurdas". Según él, ni tan siquiera quería caer en el error de clasificarla como una "película para hombres" ya que, desde su punto de vista, incluso a ellas debería "darles vergüenza verse retratadas como unas histéricas". Una idea con la cual coincidió Fausto Fernández de la revista Fotogramas quien, además, lamentó que se desperdiciaran las dotes cómicas de las actrices.
A pesar de todo, Bride Wars funcionó estupendamente en las taquillas del mundo recaudando alrededor de 100 millones de dólares (60 de los cuales se obtuvieron en Estados Unidos). Sin duda, debido al juego que las bodas dan a la comedia romántica.